# Klasyfikacja medalowa Zimowych Igrzysk Olimpijskich 2010

Państwa uczestniczące w Zimowych Igrzyskach Olimpijskich 2010
zdobywcy co najmniej jednego złotego medalu
zdobywcy co najmniej jednego srebrnego medalu
państwa bez medalu
państwa nieuczestniczące w igrzyskach

     zdobywcy co najmniej jednego złotego medalu
     zdobywcy co najmniej jednego srebrnego medalu
     państwa bez medalu
     państwa nieuczestniczące w igrzyskach
Klasyfikacja medalowa Zimowych Igrzysk Olimpijskich 2010 – zestawienie państw, reprezentowanych przez narodowe komitety olimpijskie, uszeregowanych pod względem liczby zdobytych medali na XXI Zimowych Igrzyskach Olimpijskich w 2010 roku w Vancouver.
Rywalizacja olimpijska w Vancouver składała się z 86 konkurencji w piętnastu dyscyplinach sportowych. W porównaniu do poprzednich igrzysk, które przeprowadzono w Turynie, do kalendarza igrzysk włączono dwie konkurencje narciarstwa dowolnego – skicross kobiet i mężczyzn.
Mimo starań do programu igrzysk nie wprowadzono czterech nowych konkurencji – zawodów indywidualnych w skokach narciarskich kobiet, jazdy drużynowej w narciarstwie alpejskim, zawodów indywidualnych w curlingu i sztafety saneczkarskiej.
W zawodach olimpijskich w 2010 roku wzięło udział 2536 sportowców (1503 mężczyzn i 1033 kobiety) z 82 narodowych reprezentacji. Dla siedmiu państw – Czarnogóry, Ghany, Kajmanów, Kolumbii, Pakistanu, Peru i Serbii – start w Vancouver był pierwszym w historii występem w zimowych igrzyskach olimpijskich.
Medale olimpijskie na zimowych igrzyskach w Vancouver zdobyli reprezentanci 26 państw, spośród których 19 reprezentacji osiągnęło przynajmniej jeden złoty medal. Tym samym 56 spośród reprezentacji, które przyjechały na igrzyska, nie zdobyło żadnego medalu. Kanadyjczycy, którzy byli gospodarzami Letnich Igrzysk Olimpijskich 1976 w Montrealu i Zimowych Igrzysk Olimpijskich 1988 w Calgary, po raz pierwszy zdobyli złoty medal olimpijski na igrzyskach rozgrywanych na własnym terytorium. Była to pierwsza od Zimowych Igrzysk Olimpijskich 1952 sytuacja, że organizator igrzysk triumfował w tabeli medalowej. Jednocześnie pierwszy raz zdarzyło się, że Kanada została zwycięzcą klasyfikacji medalowej igrzysk.
Kanada poprawiła dotychczasowy rekord zdobytych złotych medali na zimowych igrzyskach olimpijskich. Wcześniejszy rekord należał do ZSRR (13 medali w 1976 roku) i Norwegii (13 medali w 2002 roku). Wynik Kanadyjczyków był ich najlepszym osiągnięciem olimpijskim pod względem liczby zdobytych medali od Letnich Igrzysk Olimpijskich 1984, biorąc pod uwagę zarówno letnie, jak i zimowe starty. Poprawiony został również rekord zdobytych medali wszystkich kolorów. Reprezentanci Stanów Zjednoczonych zdobyli łącznie 37 medal i o jeden poprawili dotychczasowy rekord Niemców z Zimowych Igrzysk Olimpijskich 2002 w Salt Lake City.
W Vancouver pierwszy złoty medal zimowych igrzysk olimpijskich dla reprezentacji Słowacji zdobyła biathlonistka Anastasija Kuźmina, a dla reprezentacji Białorusi – narciarz dowolny Alaksiej Hryszyn. Dla obu tych państw występ w Vancouver był jednocześnie najlepszym pod względem sumy zdobytych medali na zimowych igrzyskach. Pierwszy od 38 lat złoty medal zimowej edycji igrzysk dla Polski zdobyła Justyna Kowalczyk. Wynik medalowy w Vancouver był najlepszym w historii dotychczasowych startów kraju w zimowych igrzyskach olimpijskich.
Najlepsze starty w zimowych igrzyskach odnotowali również reprezentanci Korei Południowej, Szwajcarii, Chińskiej Republiki Ludowej, Australii, Czech, Słowenii i Łotwy. Dla Koreańczyków, Szwajcarów, Chińczyków, Australijczyków i Czechów był to najlepszy rezultat pod względem liczby złotych medali zimowych igrzysk olimpijskich. Osiągnięcie reprezentantów Szwajcarii było ich najlepszym od Letnich Igrzysk Olimpijskich 1928 wynikiem olimpijskim. Reprezentanci Australii po raz pierwszy zdobyli trzy medale olimpijskie na jednych zimowych igrzyskach, a reprezentanci Czech po raz pierwszy dwukrotnie stanęli na najwyższym stopniu podium ZIO od czasu rozpadu Czechosłowacji. Olimpijczycy ze Słowenii po raz drugi, po igrzyskach w Lillehammer, zdobyli trzy medale na jednych zimowych igrzyskach, a Łotysze zdobyli pierwsze srebrne medale dla swojego kraju. Reprezentacja Holandii osiągnęła najlepszy wynik złotych medali zimowych igrzysk olimpijskich od igrzysk w Nagano, a olimpijczycy ze Szwecji osiągnęli drugi w historii wynik złotych medali po igrzyskach w Turynie. Zdobyty przez Jelenę Chrustalową srebrny medal w biathlonie był pierwszym medalem zimowych igrzysk dla Kazachstanu od 1998 roku.
Dla reprezentacji Finlandii i Rosji wynik w Vancouver był najsłabszym rezultatem osiągniętym przez kraj na igrzyskach olimpijskich, biorąc pod uwagę letnie i zimowe starty. Dla Finów były to piąte w historii ich startów igrzyska bez złotego medalu. Spośród tych startów po raz drugi, po igrzyskach w Lillehammer, zakończyli oni igrzyska z dorobkiem jednego srebrnego medalu. Dla Rosjan występ w Vancouver był najsłabszym pod względem liczby złotych medali startem olimpijskim od czasu rozpadu ZSRR. Pod względem sumy wszystkich medali był to wynik lepszy tylko od występu w 2002 roku. Reprezentanci Włoch zdobyli najmniejszą liczbę złotych medali zimowych igrzysk olimpijskich od 1980 roku – od 1984 do 2006 roku zdobywali przynajmniej dwa złota. Francuzi po raz drugi w historii zdobyli jedenaście medali w trakcie jednych zimowych igrzysk, jednak jednocześnie był to ich pierwszy od 1998 roku start olimpijski z wynikiem gorszym niż trzy złote medale. Niemcy natomiast zaliczyli najsłabszy występ pod względem złotych medali od igrzysk w Lillehammer, jednak biorąc pod uwagę liczbę wszystkich medali poprawili się o jeden względem igrzysk w Turynie. Spośród państw, które zdobyły medale na poprzednich zimowych igrzyskach olimpijskich, w Vancouver ani razu nie stanęli na podium olimpijskim reprezentanci Bułgarii i Ukrainy.
61 zawodników i zawodniczek przynajmniej dwukrotnie stanęło na podium olimpijskim w Vancouver. Spośród nich 37 sportowców zdobyło co najmniej jeden złoty medal. Najbardziej utytułowaną zawodniczką igrzysk została Marit Bjørgen, która w biegach narciarskich zdobyła pięć medali – trzy złote, jeden srebrny i jeden brązowy. Trzy złote medale osiągnęła także chińska łyżwiarka, specjalistka short tracku – Wang Meng. W biegach narciarskich mężczyzn czterokrotnie na podium olimpijskim stanął również Petter Northug, zdobywając dwa złote, jeden srebrny i jeden brązowy medal. Wśród multimedalistów igrzysk olimpijskich w Vancouver znaleźli się również Simon Ammann, który po raz drugi w karierze wygrał oba indywidualne konkursy olimpijskie w skokach narciarskich oraz Ole Einar Bjørndalen – pięciokrotny mistrz olimpijski w biathlonie z igrzysk w Nagano i Salt Lake City.

## Klasyfikacja państw
Poniższa tabela przedstawia klasyfikację medalową państw, które zdobyły medale na Zimowych Igrzyskach Olimpijskich 2010 w Vancouver, sporządzoną na podstawie oficjalnych raportów Międzynarodowego Komitetu Olimpijskiego. Klasyfikacja posortowana jest najpierw według liczby osiągniętych medali złotych, następnie srebrnych, a na końcu brązowych. W przypadku, gdy dwa kraje zdobyły tę samą liczbę medali wszystkich kolorów, o kolejności zdecydował porządek alfabetyczny.
W jednej z konkurencji biathlonowych, w biegu indywidualnym mężczyzn, drugie miejsce zajęli ex aequo Ole Einar Bjørndalen oraz Siarhiej Nowikau, w wyniku czego dwóch zawodników zdobyło srebrny medal, a medalu brązowego nie przyznano.
| Miejsce | Państwo          | Złoto | Srebro | Brąz | Razem |
| ------- | ---------------- | ----- | ------ | ---- | ----- |
| 1.      | Kanada           | 14    | 7      | 5    | 26    |
| 2.      | Niemcy           | 10    | 13     | 7    | 30    |
| 3.      | USA              | 9     | 15     | 13   | 37    |
| 4.      | Norwegia         | 9     | 8      | 6    | 23    |
| 5.      | Korea Południowa | 6     | 6      | 2    | 14    |
| 6.      | Szwajcaria       | 6     | –      | 3    | 9     |
| 7.      | Chiny            | 5     | 2      | 4    | 11    |
| 7.      | Szwecja          | 5     | 2      | 4    | 11    |
| 9.      | Austria          | 4     | 6      | 6    | 16    |
| 10.     | Holandia         | 4     | 1      | 3    | 8     |
| 11.     | Rosja            | 3     | 5      | 7    | 15    |
| 12.     | Francja          | 2     | 3      | 6    | 11    |
| 13.     | Australia        | 2     | 1      | –    | 3     |
| 14.     | Czechy           | 2     | –      | 4    | 6     |
| 15.     | Polska           | 1     | 3      | 2    | 6     |
| 16.     | Włochy           | 1     | 1      | 3    | 5     |
| 17.     | Białoruś         | 1     | 1      | 1    | 3     |
| 17.     | Słowacja         | 1     | 1      | 1    | 3     |
| 19.     | Wielka Brytania  | 1     | –      | –    | 1     |
| 20.     | Japonia          | –     | 3      | 2    | 5     |
| 21.     | Chorwacja        | –     | 2      | 1    | 3     |
| 21.     | Słowenia         | –     | 2      | 1    | 3     |
| 23.     | Łotwa            | –     | 2      | –    | 2     |
| 24.     | Finlandia        | –     | 1      | 4    | 5     |
| 25.     | Estonia          | –     | 1      | –    | 1     |
| 25.     | Kazachstan       | –     | 1      | –    | 1     |
| Razem   | Razem            | 86    | 87     | 85   | 258   |

## Klasyfikacje według dyscyplin

### Biathlon
Podczas igrzysk w Vancouver rozegrano dziesięć konkurencji biathlonowych – po pięć w rywalizacji kobiet i mężczyzn. Program zawodów nie uległ zmianie względem poprzednich igrzysk.
Czterech biathlonistów i sześć biathlonistek przynajmniej dwukrotnie stanęło na podium olimpijskim w 2010 roku. Najbardziej utytułowaną zawodniczką została Magdalena Neuner – dwukrotna mistrzyni i jednokrotna wicemistrzyni olimpijska. Wśród biathlonistek po jednym złotym i jednym srebrnym medalu zdobyły Anastasija Kuźmina i Olga Zajcewa, po jednym srebrnym i jednym brązowym – Marie Dorin i Marie-Laure Brunet, a dwa brązowe medale zdobyła Simone Hauswald. Wśród mężczyzn najbardziej utytułowanym zawodnikiem został Emil Hegle Svendsen z dorobkiem dwóch złotych medali. Złoto i srebro zdobył Ole Einar Bjørndalen, a złoto i brąz osiągnęli Vincent Jay i Jewgienij Ustiugow.
| Miejsce | Państwo    | Złoto | Srebro | Brąz | Razem |
| ------- | ---------- | ----- | ------ | ---- | ----- |
| 1.      | Norwegia   | 3     | 2      | –    | 5     |
| 2.      | Niemcy     | 2     | 1      | 2    | 5     |
| 3.      | Rosja      | 2     | 1      | 1    | 4     |
| 4.      | Francja    | 1     | 2      | 3    | 6     |
| 5.      | Słowacja   | 1     | 1      | 1    | 3     |
| 6.      | Szwecja    | 1     | –      | –    | 1     |
| 7.      | Austria    | –     | 2      | –    | 2     |
| 8.      | Białoruś   | –     | 1      | 1    | 2     |
| 9.      | Kazachstan | –     | 1      | –    | 1     |
| 10.     | Chorwacja  | –     | –      | 1    | 1     |
| Razem   | Razem      | 10    | 11     | 9    | 30    |

### Biegi narciarskie
Olimpijska rywalizacja biegaczy i biegaczek narciarskich w Vancouver składała się z dwunastu konkurencji – sześciu wśród mężczyzn i sześciu wśród kobiet. Liczba konkurencji nie zmieniła się w porównaniu do igrzysk w Turynie.
Najbardziej utytułowaną biegaczką igrzysk została Marit Bjørgen z dorobkiem pięciu medali – trzech złotych, jednego srebrnego i jednego brązowego. Wśród kobiet multimedalistkami zostały również: Justyna Kowalczyk z trzema medalami (po jednym z każdego kruszcu), Charlotte Kalla, Evi Sachenbacher-Stehle i Claudia Nystad ze złotym i srebrnym medalem, Anna Haag z dwoma srebrnymi medalami oraz Aino-Kaisa Saarinen z dwoma medalami brązowymi.
W rywalizacji mężczyzn najlepszy wynik osiągnął Petter Northug, który zdobył cztery medale – dwa złote, jeden srebrny i jeden brązowy. Więcej niż jeden raz na podium olimpijskim stanęli także: Marcus Hellner (dwa złote medale), Johan Olsson (jeden złoty i dwa brązowe medale), Axel Teichmann (dwa srebrne medale) i Lukáš Bauer (dwa brązowe medale).
| Miejsce | Państwo    | Złoto | Srebro | Brąz | Razem |
| ------- | ---------- | ----- | ------ | ---- | ----- |
| 1.      | Norwegia   | 5     | 2      | 2    | 9     |
| 2.      | Szwecja    | 3     | 2      | 2    | 7     |
| 3.      | Niemcy     | 1     | 4      | –    | 5     |
| 4.      | Rosja      | 1     | 1      | 2    | 4     |
| 5.      | Polska     | 1     | 1      | 1    | 3     |
| 6.      | Szwajcaria | 1     | –      | –    | 1     |
| 7.      | Estonia    | –     | 1      | –    | 1     |
| 7.      | Włochy     | –     | 1      | –    | 1     |
| 9.      | Czechy     | –     | –      | 2    | 2     |
| 9.      | Finlandia  | –     | –      | 2    | 2     |
| 11.     | Słowenia   | –     | –      | 1    | 1     |
| Razem   | Razem      | 12    | 12     | 12   | 36    |

### Bobsleje
Tak samo jak cztery lata wcześniej, w programie igrzysk olimpijskich w Vancouver znalazły się trzy konkurencje bobslejowe – dwójki mężczyzn i kobiet oraz czwórki mężczyzn. Jedynymi zawodnikami, którzy dwukrotnie zdobyli medale olimpijskie byli Niemcy – André Lange i Kevin Kuske – mistrzowie olimpijscy w dwójkach i wicemistrzowie w czwórkach.
| Miejsce | Państwo | Złoto | Srebro | Brąz | Razem |
| ------- | ------- | ----- | ------ | ---- | ----- |
| 1.      | Niemcy  | 1     | 2      | –    | 3     |
| 2.      | Kanada  | 1     | 1      | 1    | 3     |
| 3.      | USA     | 1     | –      | 1    | 2     |
| 4.      | Rosja   | –     | –      | 1    | 1     |
| Razem   | Razem   | 3     | 3      | 3    | 9     |

### Curling
W ramach igrzysk w Vancouver przeprowadzono turniej mężczyzn i turniej kobiet w curlingu, tak samo jak cztery lata wcześniej w Turynie. Międzynarodowy Komitet Olimpijski nie wyraził zgody na dołączenie do programu olimpijskiego zawodów indywidualnych w curlingu.
Turniej mężczyzn zwyciężyli reprezentanci Kanady przed Norwegami i Szwajcarami. W rywalizacji kobiet najlepsze okazały się Szwedki przed Kanadyjkami i Chinkami.
| Miejsce | Państwo    | Złoto | Srebro | Brąz | Razem |
| ------- | ---------- | ----- | ------ | ---- | ----- |
| 1.      | Kanada     | 1     | 1      | –    | 2     |
| 2.      | Szwecja    | 1     | –      | –    | 1     |
| 3.      | Norwegia   | –     | 1      | –    | 1     |
| 4.      | ChRL       | –     | –      | 1    | 1     |
| 4.      | Szwajcaria | –     | –      | 1    | 1     |
| Razem   | Razem      | 2     | 2      | 2    | 6     |

### Hokej na lodzie
W kalendarzu igrzysk znalazły się dwa turnieje hokejowe – kobiet i mężczyzn, tak samo jak w Turynie.
Zarówno wśród mężczyzn, jak i wśród kobiet, podium olimpijskie składało się z reprezentacji tych samych trzech państw. Oba złote medale zdobyli hokeiści z Kanady, srebrne medale – ze Stanów Zjednoczonych, a brązowe – z Finlandii.
| Miejsce | Państwo   | Złoto | Srebro | Brąz | Razem |
| ------- | --------- | ----- | ------ | ---- | ----- |
| 1.      | Kanada    | 2     | –      | –    | 2     |
| 2.      | USA       | –     | 2      | –    | 2     |
| 3.      | Finlandia | –     | –      | 2    | 2     |
| Razem   | Razem     | 2     | 2      | 2    | 6     |

### Kombinacja norweska
Rywalizacja dwuboistów klasycznych, niezmiennie od poprzednich igrzysk, składała się z trzech konkurencji – dwóch indywidualnych i jednej drużynowej.
Najbardziej utytułowanym zawodnikiem w kombinacji norweskiej został Bill Demong z tytułem indywidualnego mistrza i drużynowego wicemistrza olimpijskiego. Złoty i brązowy medal wywalczył ponadto Bernhard Gruber, a trzy srebrne medale zdobył Johnny Spillane.
| Miejsce | Państwo | Złoto | Srebro | Brąz | Razem |
| ------- | ------- | ----- | ------ | ---- | ----- |
| 1.      | USA     | 1     | 3      | –    | 4     |
| 2.      | Austria | 1     | –      | 1    | 2     |
| 3.      | Francja | 1     | –      | –    | 1     |
| 4.      | Niemcy  | –     | –      | 1    | 1     |
| 4.      | Włochy  | –     | –      | 1    | 1     |
| Razem   | Razem   | 3     | 3      | 3    | 9     |

### Łyżwiarstwo figurowe
Rywalizacja łyżwiarzy figurowych składała się z czterech konkurencji, tak samo jak podczas igrzysk w Turynie. Rozegrano zawody solistów i solistek oraz par tanecznych i par sportowych. Żaden z zawodników nie zdobył więcej niż jednego medalu olimpijskiego.
| Miejsce | Państwo          | Złoto | Srebro | Brąz | Razem |
| ------- | ---------------- | ----- | ------ | ---- | ----- |
| 1.      | ChRL             | 1     | 1      | –    | 2     |
| 1.      | USA              | 1     | 1      | –    | 2     |
| 3.      | Kanada           | 1     | –      | 1    | 2     |
| 4.      | Korea Południowa | 1     | –      | –    | 1     |
| 5.      | Japonia          | –     | 1      | 1    | 2     |
| 5.      | Rosja            | –     | 1      | 1    | 2     |
| 7.      | Niemcy           | –     | –      | 1    | 1     |
| Razem   | Razem            | 4     | 4      | 4    | 12    |

### Łyżwiarstwo szybkie
W kalendarzu Zimowych Igrzysk Olimpijskich 2010 znalazło się dwanaście konkurencji w łyżwiarstwie szybkim, tak samo jak podczas poprzednich zimowych igrzysk.
Najbardziej utytułowaną panczenistką igrzysk została Martina Sáblíková z dorobkiem dwóch złotych i jednego brązowego medalu. Wśród kobiet więcej niż jeden medal zdobyły ponadto Stephanie Beckert (jeden złoty i dwa srebrne) i Kristina Groves (jeden srebrny i jeden brązowy). W rywalizacji mężczyzn po jednym złotym i jednym srebrnym medalu zdobyli Mo Tae-bum, Lee Seung-hoon i Shani Davis. Złoto i brąz wywalczyli Holendrzy Mark Tuitert i Sven Kramer, natomiast srebro i brąz – Iwan Skobriew i Chad Hedrick.
| Miejsce | Państwo          | Złoto | Srebro | Brąz | Razem |
| ------- | ---------------- | ----- | ------ | ---- | ----- |
| 1.      | Korea Południowa | 3     | 2      | –    | 5     |
| 2.      | Holandia         | 3     | 1      | 3    | 7     |
| 3.      | Kanada           | 2     | 1      | 2    | 5     |
| 4.      | Czechy           | 2     | –      | 1    | 3     |
| 5.      | Niemcy           | 1     | 3      | –    | 4     |
| 6.      | USA              | 1     | 2      | 1    | 4     |
| 7.      | Japonia          | –     | 2      | 1    | 3     |
| 8.      | Rosja            | –     | 1      | 1    | 2     |
| 9.      | ChRL             | –     | –      | 1    | 1     |
| 9.      | Norwegia         | –     | –      | 1    | 1     |
| 9.      | Polska           | –     | –      | 1    | 1     |
| Razem   | Razem            | 12    | 12     | 12   | 36    |

### Narciarstwo alpejskie
Narciarze alpejscy rywalizowali w Vancouver w dziesięciu konkurencjach – pięciu wśród kobiet i pięciu wśród mężczyzn. Konkurencje nie uległy zmianie względem igrzysk w Turynie.
Najbardziej utytułowaną alpejką została Maria Höfl-Riesch – mistrzyni olimpijska w slalomie i kombinacji. Dwa medale zdobyły także: Lindsey Vonn (złoty i brązowy), Julia Mancuso i Tina Maze (obie po dwa srebrne) oraz Elisabeth Görgl (dwa brązowe medale). Najbardziej utytułowanymi zawodnikami w rywalizacji mężczyzn zostali Bode Miller i Aksel Lund Svindal, którzy zdobyli po trzy medale – po jednym z każdego koloru. Dwa srebrne medale wywalczył Ivica Kostelić.
| Miejsce | Państwo    | Złoto | Srebro | Brąz | Razem |
| ------- | ---------- | ----- | ------ | ---- | ----- |
| 1.      | Niemcy     | 3     | –      | –    | 3     |
| 2.      | USA        | 2     | 3      | 3    | 8     |
| 3.      | Szwajcaria | 2     | –      | 1    | 3     |
| 4.      | Norwegia   | 1     | 2      | 1    | 4     |
| 5.      | Austria    | 1     | 1      | 2    | 4     |
| 6.      | Włochy     | 1     | –      | –    | 1     |
| 7.      | Chorwacja  | –     | 2      | –    | 2     |
| 7.      | Słowenia   | –     | 2      | –    | 2     |
| 9.      | Szwecja    | –     | –      | 2    | 2     |
| 10.     | Czechy     | –     | –      | 1    | 1     |
| Razem   | Razem      | 10    | 10     | 10   | 30    |

### Narciarstwo dowolne
W narciarstwie dowolnym podczas igrzysk w Vancouver rozegrano sześć konkurencji – trzy wśród mężczyzn i trzy wśród kobiet. Do wcześniej rozgrywanych – jazdy po muldach i skoków akrobatycznych – dołączono zawody w skicrossie.
Żaden z zawodników nie zdobył więcej niż jednego medalu. W skokach akrobatycznych mężczyzn pierwszy złoty medal zimowych igrzysk olimpijskich dla Białorusi zdobył Alaksiej Hryszyn.
| Miejsce | Państwo    | Złoto | Srebro | Brąz | Razem |
| ------- | ---------- | ----- | ------ | ---- | ----- |
| 1.      | Kanada     | 2     | 1      | –    | 3     |
| 2.      | USA        | 1     | 1      | 2    | 4     |
| 3.      | Australia  | 1     | 1      | –    | 2     |
| 4.      | Białoruś   | 1     | –      | –    | 1     |
| 4.      | Szwajcaria | 1     | –      | –    | 1     |
| 6.      | ChRL       | –     | 1      | 2    | 3     |
| 7.      | Norwegia   | –     | 1      | 1    | 2     |
| 8.      | Austria    | –     | 1      | –    | 1     |
| 9.      | Francja    | –     | –      | 1    | 1     |
| Razem   | Razem      | 6     | 6      | 6    | 18    |

### Saneczkarstwo
W programie igrzysk w Vancouver, tak jak w Turynie, znalazły się trzy konkurencje saneczkarskie – jedynki mężczyzn, jedynki kobiet i dwójki mężczyzn. Żaden z saneczkarzy nie zdobył więcej niż jednego medalu olimpijskiego.
| Miejsce | Państwo | Złoto | Srebro | Brąz | Razem |
| ------- | ------- | ----- | ------ | ---- | ----- |
| 1.      | Niemcy  | 2     | 1      | 2    | 5     |
| 2.      | Austria | 1     | 1      | –    | 2     |
| 3.      | Łotwa   | –     | 1      | –    | 1     |
| 4.      | Włochy  | –     | –      | 1    | 1     |
| Razem   | Razem   | 3     | 3      | 3    | 9     |

### Short track
Liczba konkurencji w short tracku nie zmieniła się w porównaniu do igrzysk w 2006 roku i wyniosła osiem – cztery konkurencje mężczyzn i cztery kobiet.
Najbardziej utytułowaną zawodniczką w short tracku została Wang Meng, która zdobyła trzy złote medale. Dwa złota osiągnęła Zhou Yang. Po dwa medale olimpijskie zdobyły również Marianne St-Gelais (dwa srebrne), Katherine Reutter (srebrny i brązowy) oraz Park Seung-hi (dwa brązowe). W zawodach mężczyzn najlepszy wynik medalowy uzyskał Lee Jung-su z dorobkiem dwóch złotych i jednego srebrnego medalu. Dwa tytuły mistrza olimpijskiego zdobył także Charles Hamelin. Poza nimi multimedalistami igrzysk w Vancouver zostali: François-Louis Tremblay (złoto i brąz), Sung Si-bak i Lee Ho-suk (obaj po dwa srebra), Apolo Anton Ohno (srebro i dwa razy brąz) oraz John Robert Celski (dwa razy brąz).
| Miejsce | Państwo          | Złoto | Srebro | Brąz | Razem |
| ------- | ---------------- | ----- | ------ | ---- | ----- |
| 1.      | ChRL             | 4     | –      | –    | 4     |
| 2.      | Korea Południowa | 2     | 4      | 2    | 8     |
| 3.      | Kanada           | 2     | 2      | 1    | 5     |
| 4.      | USA              | –     | 2      | 4    | 6     |
| 5.      | Włochy           | –     | –      | 1    | 1     |
| Razem   | Razem            | 8     | 8      | 8    | 24    |

### Skeleton
Tak jak podczas poprzednich igrzysk w Vancouver rozegrano dwie konkurencje skeletonowe – ślizg kobiet i ślizg mężczyzn. Medale zdobyli reprezentanci pięciu państw, spośród których tylko Niemcy zdobyli dwa medale – srebro i brąz zdobyły Kerstin Szymkowiak i Anja Huber w rywalizacji kobiet.
| Miejsce | Państwo         | Złoto | Srebro | Brąz | Razem |
| ------- | --------------- | ----- | ------ | ---- | ----- |
| 1.      | Kanada          | 1     | –      | –    | 1     |
| 1.      | Wielka Brytania | 1     | –      | –    | 1     |
| 3.      | Niemcy          | –     | 1      | 1    | 2     |
| 4.      | Łotwa           | –     | 1      | –    | 1     |
| 5.      | Rosja           | –     | –      | 1    | 1     |
| Razem   | Razem           | 2     | 2      | 2    | 6     |

### Skoki narciarskie
Tak samo jak na poprzednich igrzyskach zawody w skokach narciarskich składały się z trzech konkurencji – dwóch indywidualnych i jednej drużynowej. Międzynarodowy Komitet Olimpijski nie włączył do kalendarza igrzysk dodatkowej konkurencji – indywidualnych zawodów kobiet.
W obu zawodach indywidualnych złote medale zdobył Simon Ammann, który po raz drugi w karierze zdobył dwa tytuły mistrza olimpijskiego na jednej imprezie. Kolejność na dwóch pozostałych miejscach podium również była taka sama – dwa srebrne medale zdobył Adam Małysz, a dwa brązowe – Gregor Schlierenzauer. Schlierenzauer dodatkowo wywalczył tytuł mistrza olimpijskiego w konkursie drużynowym.
| Miejsce | Państwo    | Złoto | Srebro | Brąz | Razem |
| ------- | ---------- | ----- | ------ | ---- | ----- |
| 1.      | Szwajcaria | 2     | –      | –    | 2     |
| 2.      | Austria    | 1     | –      | 2    | 3     |
| 3.      | Polska     | –     | 2      | –    | 2     |
| 4.      | Niemcy     | –     | 1      | –    | 1     |
| 5.      | Norwegia   | –     | –      | 1    | 1     |
| Razem   | Razem      | 3     | 3      | 3    | 9     |

### Snowboarding
Podczas igrzysk w Vancouver, niezmiennie od poprzednich igrzysk, przeprowadzono rywalizację w sześciu konkurencjach snowboardowych – trzech wśród mężczyzn i trzech wśród kobiet. Żaden z zawodników nie zdobył więcej niż jednego medalu.
| Miejsce | Państwo    | Złoto | Srebro | Brąz | Razem |
| ------- | ---------- | ----- | ------ | ---- | ----- |
| 1.      | USA        | 2     | 1      | 2    | 5     |
| 2.      | Kanada     | 2     | 1      | –    | 3     |
| 3.      | Australia  | 1     | –      | –    | 1     |
| 3.      | Holandia   | 1     | –      | –    | 1     |
| 5.      | Francja    | –     | 1      | 2    | 3     |
| 6.      | Austria    | –     | 1      | 1    | 2     |
| 7.      | Finlandia  | –     | 1      | –    | 1     |
| 7.      | Rosja      | –     | 1      | –    | 1     |
| 9.      | Szwajcaria | –     | –      | 1    | 1     |
| Razem   | Razem      | 6     | 6      | 6    | 18    |

## Multimedaliści
37 sportowców zdobyło w Vancouver więcej niż jeden medal, w tym przynajmniej jeden złoty. Najwięcej – siedmioro – multimedalistów startowało w barwach Niemiec. Ośmioro z multimedalistów stawało na podium olimpijskim w konkurencjach biegowych, po siedmioro w łyżwiarstwie szybkim i biathlonie, pięcioro w short tracku, a czworo w narciarstwie alpejskim. Po dwóch multimedalistów odnotowano w bobslejach, kombinacji norweskiej i skokach narciarskich.
Najwięcej medali – pięć – zdobyła reprezentantka Norwegii w biegach narciarskich, Marit Bjørgen. Trzykrotnie została ona mistrzynią olimpijską, dodatkowo zdobyła srebrny i brązowy medal. Trzy tytuły mistrzyni olimpijskiej zdobyła również Wang Meng w short tracku. Cztery medale olimpijskie – dwa złote, jeden srebrny i jeden brązowy – uzyskał Petter Northug w biegach narciarskich.
Poniższa tabela przedstawia indywidualne zestawienie multimedalistów Zimowych Igrzysk Olimpijskich 2010, czyli zawodników i zawodniczek, którzy zdobyli więcej niż jeden medal olimpijski na tych igrzyskach, w tym przynajmniej jeden złoty.
| Miejsce | Zawodnik                | Państwo          | Dyscyplina            | Złoto | Srebro | Brąz | Razem |
| ------- | ----------------------- | ---------------- | --------------------- | ----- | ------ | ---- | ----- |
| 1.      | Marit Bjørgen           | Norwegia         | biegi narciarskie     | 3     | 1      | 1    | 5     |
| 2.      | Wang Meng               | ChRL             | short track           | 3     | –      | –    | 3     |
| 3.      | Petter Northug          | Norwegia         | biegi narciarskie     | 2     | 1      | 1    | 4     |
| 4.      | Lee Jung-su             | Korea Południowa | short track           | 2     | 1      | –    | 3     |
| 4.      | Magdalena Neuner        | Niemcy           | biathlon              | 2     | 1      | –    | 3     |
| 6.      | Martina Sáblíková       | Czechy           | łyżwiarstwo szybkie   | 2     | –      | 1    | 3     |
| 7.      | Simon Ammann            | Szwajcaria       | skoki narciarskie     | 2     | –      | –    | 2     |
| 7.      | Charles Hamelin         | Kanada           | short track           | 2     | –      | –    | 2     |
| 7.      | Marcus Hellner          | Szwecja          | biegi narciarskie     | 2     | –      | –    | 2     |
| 7.      | Maria Höfl-Riesch       | Niemcy           | narciarstwo alpejskie | 2     | –      | –    | 2     |
| 7.      | Emil Hegle Svendsen     | Norwegia         | biathlon              | 2     | –      | –    | 2     |
| 7.      | Zhou Yang               | ChRL             | short track           | 2     | –      | –    | 2     |
| 13.     | Stephanie Beckert       | Niemcy           | łyżwiarstwo szybkie   | 1     | 2      | –    | 3     |
| 14.     | Justyna Kowalczyk       | Polska           | biegi narciarskie     | 1     | 1      | 1    | 3     |
| 14.     | Bode Miller             | USA              | narciarstwo alpejskie | 1     | 1      | 1    | 3     |
| 14.     | Aksel Lund Svindal      | Norwegia         | narciarstwo alpejskie | 1     | 1      | 1    | 3     |
| 17.     | Ole Einar Bjørndalen    | Norwegia         | biathlon              | 1     | 1      | –    | 2     |
| 17.     | Shani Davis             | USA              | łyżwiarstwo szybkie   | 1     | 1      | –    | 2     |
| 17.     | Bill Demong             | USA              | kombinacja norweska   | 1     | 1      | –    | 2     |
| 17.     | Charlotte Kalla         | Szwecja          | biegi narciarskie     | 1     | 1      | –    | 2     |
| 17.     | Kevin Kuske             | Niemcy           | bobsleje              | 1     | 1      | –    | 2     |
| 17.     | Anastasija Kuźmina      | Słowacja         | biathlon              | 1     | 1      | –    | 2     |
| 17.     | André Lange             | Niemcy           | bobsleje              | 1     | 1      | –    | 2     |
| 17.     | Lee Seung-hoon          | Korea Południowa | łyżwiarstwo szybkie   | 1     | 1      | –    | 2     |
| 17.     | Mo Tae-bum              | Korea Południowa | łyżwiarstwo szybkie   | 1     | 1      | –    | 2     |
| 17.     | Claudia Nystad          | Niemcy           | biegi narciarskie     | 1     | 1      | –    | 2     |
| 17.     | Evi Sachenbacher-Stehle | Niemcy           | biegi narciarskie     | 1     | 1      | –    | 2     |
| 17.     | Olga Zajcewa            | Rosja            | biathlon              | 1     | 1      | –    | 2     |
| 29.     | Johan Olsson            | Szwecja          | biegi narciarskie     | 1     | –      | 2    | 3     |
| 29.     | Gregor Schlierenzauer   | Austria          | skoki narciarskie     | 1     | –      | 2    | 3     |
| 31.     | Bernhard Gruber         | Austria          | kombinacja norweska   | 1     | –      | 1    | 2     |
| 31.     | Vincent Jay             | Francja          | biathlon              | 1     | –      | 1    | 2     |
| 31.     | Sven Kramer             | Holandia         | łyżwiarstwo szybkie   | 1     | –      | 1    | 2     |
| 31.     | François-Louis Tremblay | Kanada           | short track           | 1     | –      | 1    | 2     |
| 31.     | Mark Tuitert            | Holandia         | łyżwiarstwo szybkie   | 1     | –      | 1    | 2     |
| 31.     | Jewgienij Ustiugow      | Rosja            | biathlon              | 1     | –      | 1    | 2     |
| 31.     | Lindsey Vonn            | USA              | narciarstwo alpejskie | 1     | –      | 1    | 2     |